# Canton de Dieppe-1
Le canton de Dieppe-1 est une circonscription électorale française du département de la Seine-Maritime créée par le décret du 27 février 2014. Elle tient lieu de circonscription d'élection des conseillers départementaux et entre en vigueur lors des premières élections départementales suivant la publication du décret.

## Histoire
Un nouveau découpage territorial de la Seine-Maritime entre en vigueur à l'occasion des premières élections départementales suivant le décret du 27 février 2014. Les conseillers départementaux sont, à compter de ces élections, élus au scrutin majoritaire binominal mixte. Les électeurs de chaque canton élisent au Conseil départemental, nouvelle appellation du Conseil général, deux membres de sexe différent, qui se présentent en binôme de candidats. Les conseillers départementaux sont élus pour 6 ans au scrutin binominal majoritaire à deux tours, l'accès au second tour nécessitant 12,5 % des inscrits au 1er tour. En outre la totalité des conseillers départementaux est renouvelée. Ce nouveau mode de scrutin nécessite un redécoupage des cantons dont le nombre est divisé par deux avec arrondi à l'unité impaire supérieure si ce nombre n'est pas entier impair, assorti de conditions de seuils minimaux. Dans la Seine-Maritime, le nombre de cantons passe ainsi de 69 à 35.
Le nouveau canton de Dieppe-1 est formé de 16 communes de l'ancien canton d'Offranville et d'une fraction de la commune de Dieppe (provenant de l'ancien canton de Dieppe-Ouest). Il est entièrement inclus dans l'arrondissement de Dieppe. Le bureau centralisateur est situé à Dieppe.

## Représentation
| Période élective | Période élective | Mandat | Mandat   | Identité               | Nuance | Nuance | Qualité |
| ---------------- | ---------------- | ------ | -------- | ---------------------- | ------ | ------ | --- |
| 2015             | 2021             | 2015   | 2021     | André Gautier          |        | LR     | Collaborateur parlementaire Conseiller municipal (opposition) de Dieppe (2014 → ) Vice-Président de l’Agglomération Dieppe-Maritime (2014 → ) 4e vice-président chargé de l'animation des territoires, de l'habitat et du logement et politique de la ville |
| 2015             | 2021             | 2015   | 2021     | Imelda Vandecandelaere |        | DVD    | Assistante sociale Maire d'Offranville |
| 2021             | 2028             | 2021   | en cours | André Gautier          |        | LR     | Conseiller sortant |
| 2021             | 2028             | 2021   | en cours | Imelda Vandecandelaere |        | DVD    | Conseillère sortante |

### Résultats détaillés

#### Élections de mars 2015
À l'issue du 1er tour des élections départementales de 2015, deux binômes sont en ballottage : André Gautier et Imelda Vandecandelaere (Union de la Droite, 34,95 %) et Emmanuelle Caru Charreton et Sébastien Jumel (FG, 29,96 %). Le taux de participation est de 54,39 % (13 766 votants sur 25 312 inscrits) contre 49,48 % au niveau départemental et 50,17 % au niveau national.
Au second tour, André Gautier et Imelda Vandecandelaere (Union de la Droite) sont élus avec 55,09 % des suffrages exprimés et un taux de participation de 54,7 % (7 102 voix pour 13 848 votants et 25 314 inscrits).

#### Élections de juin 2021
Le premier tour des élections départementales de 2021 est marqué par un très faible taux de participation (33,26 % au niveau national). Dans le canton de Dieppe-1, ce taux de participation est de 38,21 % (9 592 votants sur 25 106 inscrits) contre 32,19 % au niveau départemental. À l'issue de ce premier tour, deux binômes sont en ballottage : André Gautier et Imelda Vandecandelaere (Union à droite, 42,5 %) et Julie Anger et Luc Desmarest (PCF, 41,14 %).
Le second tour des élections est marqué une nouvelle fois par une abstention massive équivalente au premier tour. Les taux de participation sont de 34,36 % au niveau national, 32,06 % dans le département et 38,91 % dans le canton de Dieppe-1. André Gautier et Imelda Vandecandelaere (Union à droite) sont élus avec 54,18 % des suffrages exprimés (4 963 voix pour 9 770 votants et 25 109 inscrits),,.

## Composition
Le nouveau canton de Dieppe-1 comprend seize communes entières et une fraction de la commune de Dieppe.
| Nom                            | Code Insee | Intercommunalité          | Superficie (km2) | Population (dernière pop. légale)                | Densité (hab./km2) | Modifier                                    |
| ------------------------------ | ---------- | ------------------------- | ---------------- | ------------------------------------------------ | ------------------ | ------------------------------------------- |
| Dieppe (bureau centralisateur) | 76217      | CA de la Région Dieppoise | 11,67            | Fraction : 17 705 (2022) Commune : 28 599 (2022) | 2 451              | modifier les données · modifier les données |
| Ambrumesnil                    | 76004      | CC Terroir de Caux        | 5,14             | 504 (2022)                                       | 98                 | modifier les données · modifier les données |
| Aubermesnil-Beaumais           | 76030      | CA de la Région Dieppoise | 4,88             | 524 (2022)                                       | 107                | modifier les données · modifier les données |
| Colmesnil-Manneville           | 76184      | CA de la Région Dieppoise | 1,91             | 107 (2022)                                       | 56                 | modifier les données · modifier les données |
| Hautot-sur-Mer                 | 76349      | CA de la Région Dieppoise | 9,46             | 1 879 (2022)                                     | 199                | modifier les données · modifier les données |
| Longueil                       | 76395      | CC Terroir de Caux        | 11,73            | 508 (2022)                                       | 43                 | modifier les données · modifier les données |
| Martigny                       | 76413      | CA de la Région Dieppoise | 5,06             | 409 (2022)                                       | 81                 | modifier les données · modifier les données |
| Offranville                    | 76482      | CA de la Région Dieppoise | 17,34            | 3 218 (2022)                                     | 186                | modifier les données · modifier les données |
| Ouville-la-Rivière             | 76492      | CC Terroir de Caux        | 6,34             | 461 (2022)                                       | 73                 | modifier les données · modifier les données |
| Quiberville-sur-Mer            | 76515      | CC Terroir de Caux        | 3,35             | 544 (2022)                                       | 162                | modifier les données · modifier les données |
| Rouxmesnil-Bouteilles          | 76545      | CA de la Région Dieppoise | 5,63             | 1 806 (2022)                                     | 321                | modifier les données · modifier les données |
| Saint-Aubin-sur-Scie           | 76565      | CA de la Région Dieppoise | 7,74             | 1 215 (2022)                                     | 157                | modifier les données · modifier les données |
| Saint-Denis-d'Aclon            | 76572      | CC Terroir de Caux        | 2,42             | 128 (2022)                                       | 53                 | modifier les données · modifier les données |
| Sainte-Marguerite-sur-Mer      | 76605      | CA de la Région Dieppoise | 5,41             | 475 (2022)                                       | 88                 | modifier les données · modifier les données |
| Sauqueville                    | 76667      | CA de la Région Dieppoise | 3,39             | 350 (2022)                                       | 103                | modifier les données · modifier les données |
| Tourville-sur-Arques           | 76707      | CA de la Région Dieppoise | 5,90             | 1 190 (2022)                                     | 202                | modifier les données · modifier les données |
| Varengeville-sur-Mer           | 76720      | CA de la Région Dieppoise | 10,75            | 962 (2022)                                       | 89                 | modifier les données · modifier les données |
| Canton de Dieppe-1             | 7607       |                           |                  | 31 985 (2022)                                    |                    | modifier les données                        |

La partie de la commune de Dieppe intégrée dans le canton est celle située à l'ouest de l'axe médian des voies et limites suivantes : depuis le littoral, chenal, avant-port, bassin Duquesne, quai du Tonkin, arrière-port, bassin du Canada, bassin de Paris, voie non dénommée reliant l'extrémité Sud du bassin de Paris à la chaussée de l'Arques, chaussée de l'Arques, jusqu'à la limite territoriale de la commune de Rouxmesnil-Bouteilles.

## Démographie
En 2022, le canton comptait 31 985 habitants, en évolution de −1,66 % par rapport à 2016 (Seine-Maritime : +0,35 %, France hors Mayotte : +2,11 %).
| 2013   | 2018   | 2022   |
| ------ | ------ | ------ |
| 33 502 | 31 790 | 31 985 |